# 长滩岛

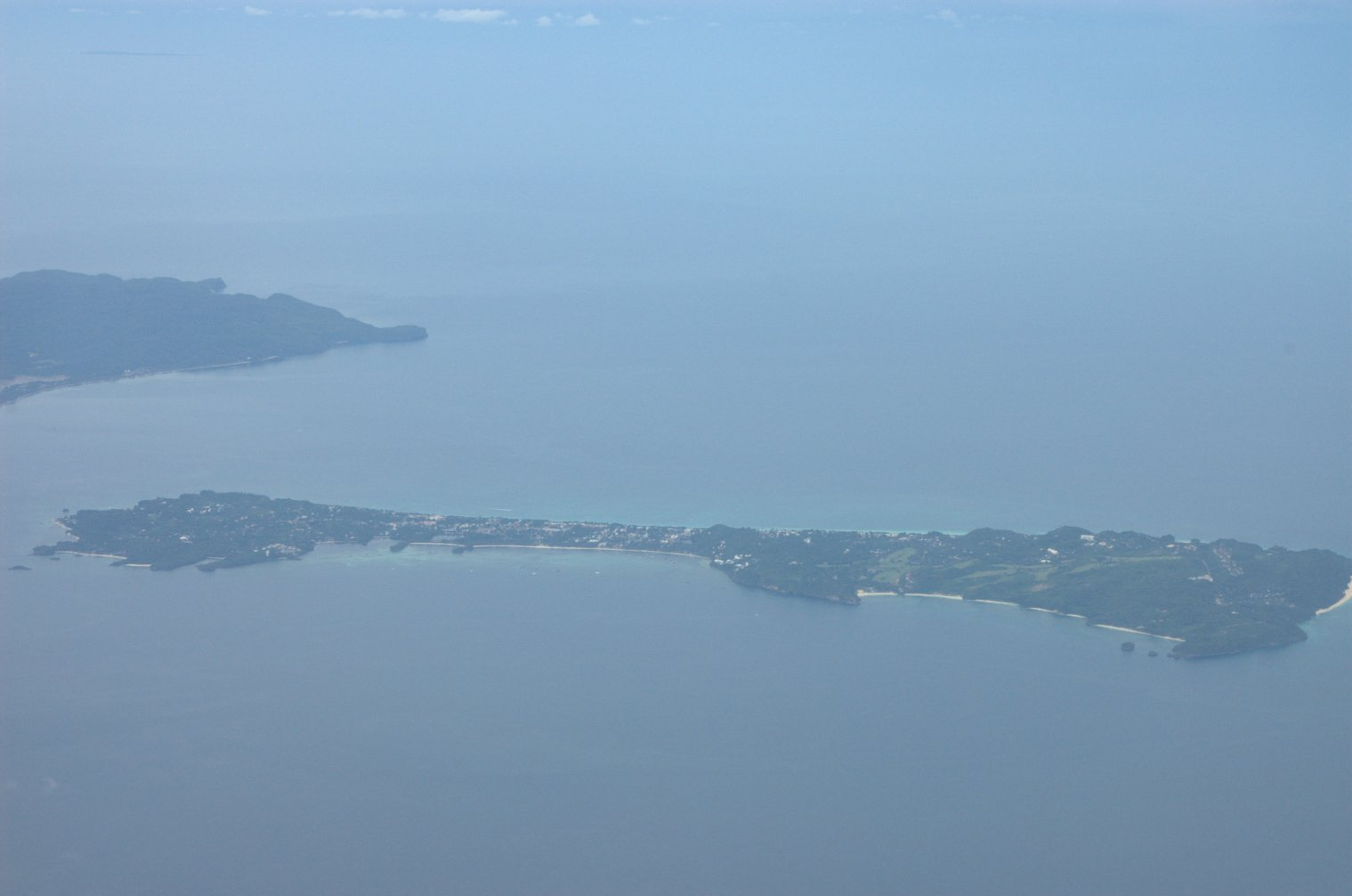
鸟瞰长滩岛

長灘島是菲律賓的一個島嶼，属于米沙鄢群岛的一部分。長灘島坐落於馬尼拉南方約315公里、班乃島西北約2公里的海上，是菲律宾的旅游胜地之一。行政区划上，是西米沙鄢大区阿克兰省自治市馬來（Malay）的次級行政區之一。

## 歷史
長灘島最初是阿提族（Ati）的居住地。長灘島所屬的阿克蘭省在1956年4月25日成為獨立的一省。早期長灘島並不為太多人所知，直到1970年代島上開始發展觀光業，長灘島在1980年代成為背包客喜愛的旅遊景點。
由於觀光客以及外來人口暴增，開發過度導致基礎設施不足、環境難以負荷。為整頓長灘島、增建基礎設施，菲律賓總統杜特蒂於2018年4月4日批准環境部、觀光部及內政部組成跨部會小組所提案之長灘島改造建議。從同年4月26日起封島半年，封島期間僅設籍居民可出入。

## 地理
長灘島位於班乃島的西北方，屬於维萨亚群岛，或是菲律賓的第六區（Region VI）。島嶼的長度約為七公里，形狀與狗骨頭類似，最窄的地方不到一公里寬，總陸地面積約為10.32平方公里。
面向南方的開格班海灘（Cagban Beach）與位於班乃島尖端上的卡堤克蘭（Caticlan）僅相隔一個小海峽，因此開格班成為長灘島上一年間最常使用的進出點。當風向和海相不穩定時，面向東方的達比薩安海灘（Tambisaan Beach）就會成為替代的進出點。
長灘島上兩個主要的觀光海灘「白色海灘」（White Beach）和「布拉波海灘」（Bulabog Beach）坐落於島上與最窄的中間部份相反的兩端。白色海灘面向西方而布拉波海灘則朝向東方。島上也有其他的海灘。
「白色海灘」是最主要的觀光海灘。海灘長約四公里，海灘邊尚有許多度假村、飯店、度假套房、餐廳和其他的觀光設施。在海灘的中間，約兩公里處，有一條「海灘小徑」（Beachfront Path）將海灘分成南北兩側，海灘小徑與長灘島上主要的車輛用道路連結。在白色海灘的北側末端，有一條步道與丁尼維德海灘（Diniwid Beach）相連。
「布拉波海灘」則與白色海灘遙遙相隔於長灘島的另一邊，是島上第二大的觀光沙灘，也是滑浪風帆和拖曳傘運動的主要場地。
長灘島的土地分為400公顷的森林保護地和628.96公顷的農業地區。

## 區域規劃
長灘島按照開發的順序分序S1、S2、S3三個區域，其實這也是島上酒店由奢到儉的順序。

## 交通

### 航空
長灘島上並未設置任何機場，因此該島的航空聯結全仰賴兩座位於主島班乃島上的機場進行接駁。
- 葛多菲多·洛莫斯機場（Godofredo P. Ramos Airport）（卡提克蘭機場、長灘機場）：位於阿克蘭省馬萊自治市，規模較小，以國內航班為主；2023年起，菲律賓皇家航空（英语：Royal Air Philippines）新增臺北-桃園及香港兩條國際航線，距離卡提克蘭碼頭僅需15分鐘步程，再搭船前往長灘島約需30分鐘。、
- 卡利博國際機場（Kalibo International Airport）：位於阿克蘭省首府卡利博市，除了國內航線外，也有北京、香港（宿霧太平洋航空包機）、臺北-桃園（台灣虎航）、首爾-仁川、釜山的國際航班起降。至卡提克蘭碼頭需要約兩小時的接駁車程。

### 碼頭
- 開格班碼頭（Cagban）：位於南方，與班乃島尖端上的卡堤克蘭碼頭（Caticlan）僅相隔一個小海峽，因此成為整年間最常使用的進出點。
- 達比薩安碼頭（Tambisaan）：位於東方，當風向和海相不穩定時，就會成為替代的進出點。
- 香格里拉碼頭（Shangri-La）：位於西方，為飯店的私人碼頭。

### 陸地
- 汽車
- 箱型車
- 機車
- 四輪摩托車
- 山地自行車
- 腳踏車
- 嘟嘟車：島上的計程車，只分平地和山地兩種里程收費，一台最多可擠到6人。

## 觀光

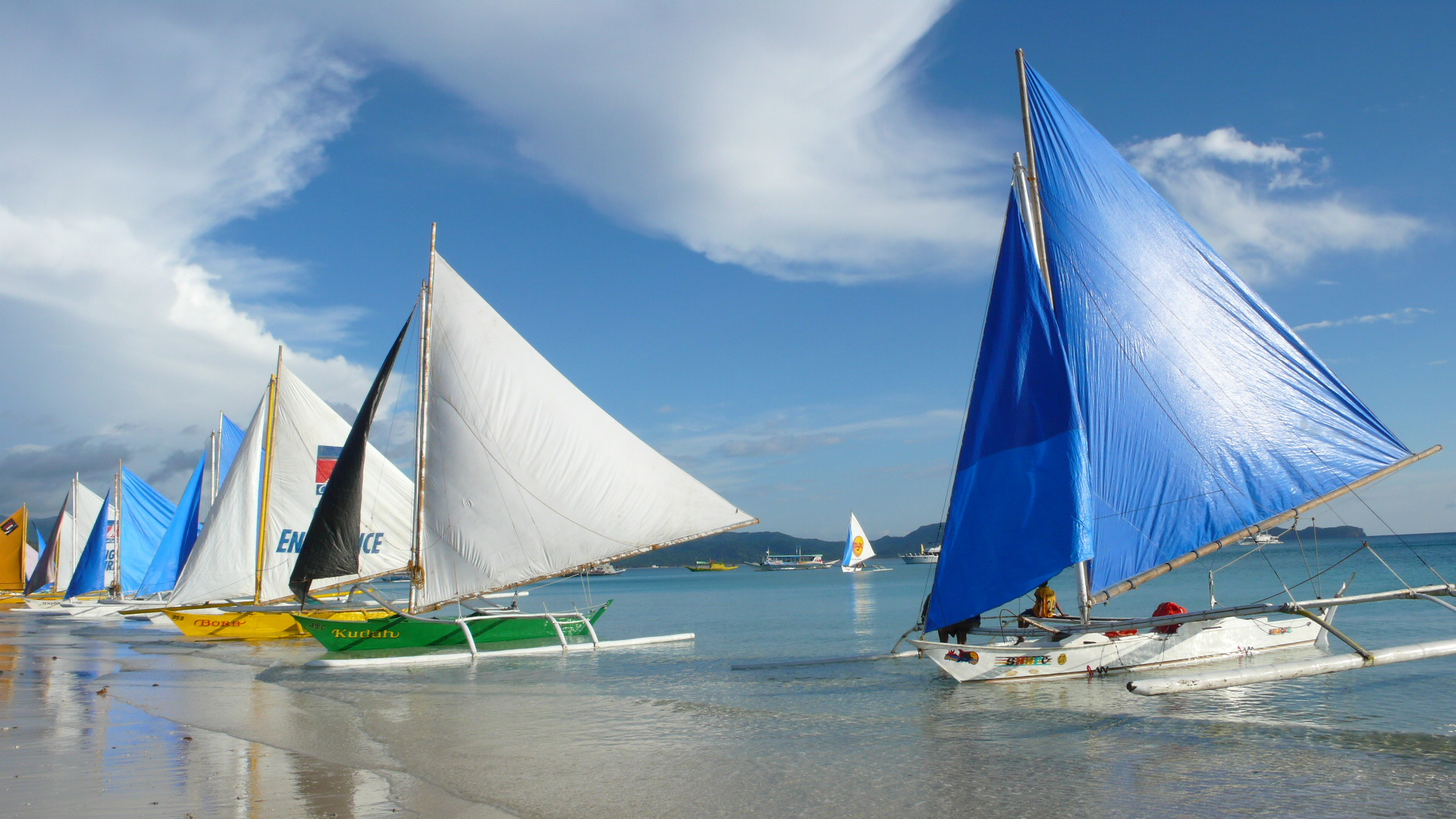
長灘島的白沙灘

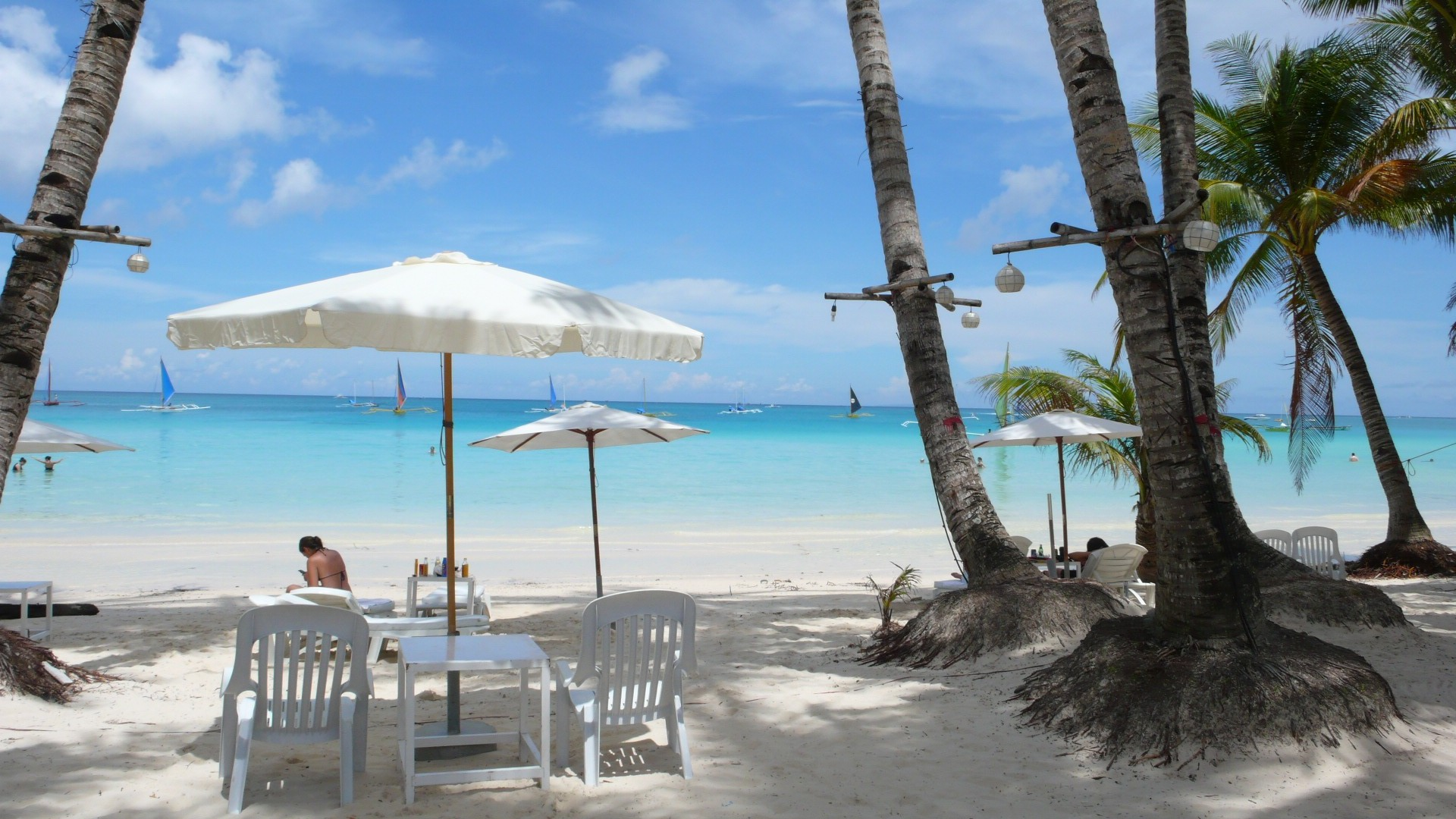
長灘島的白沙灘

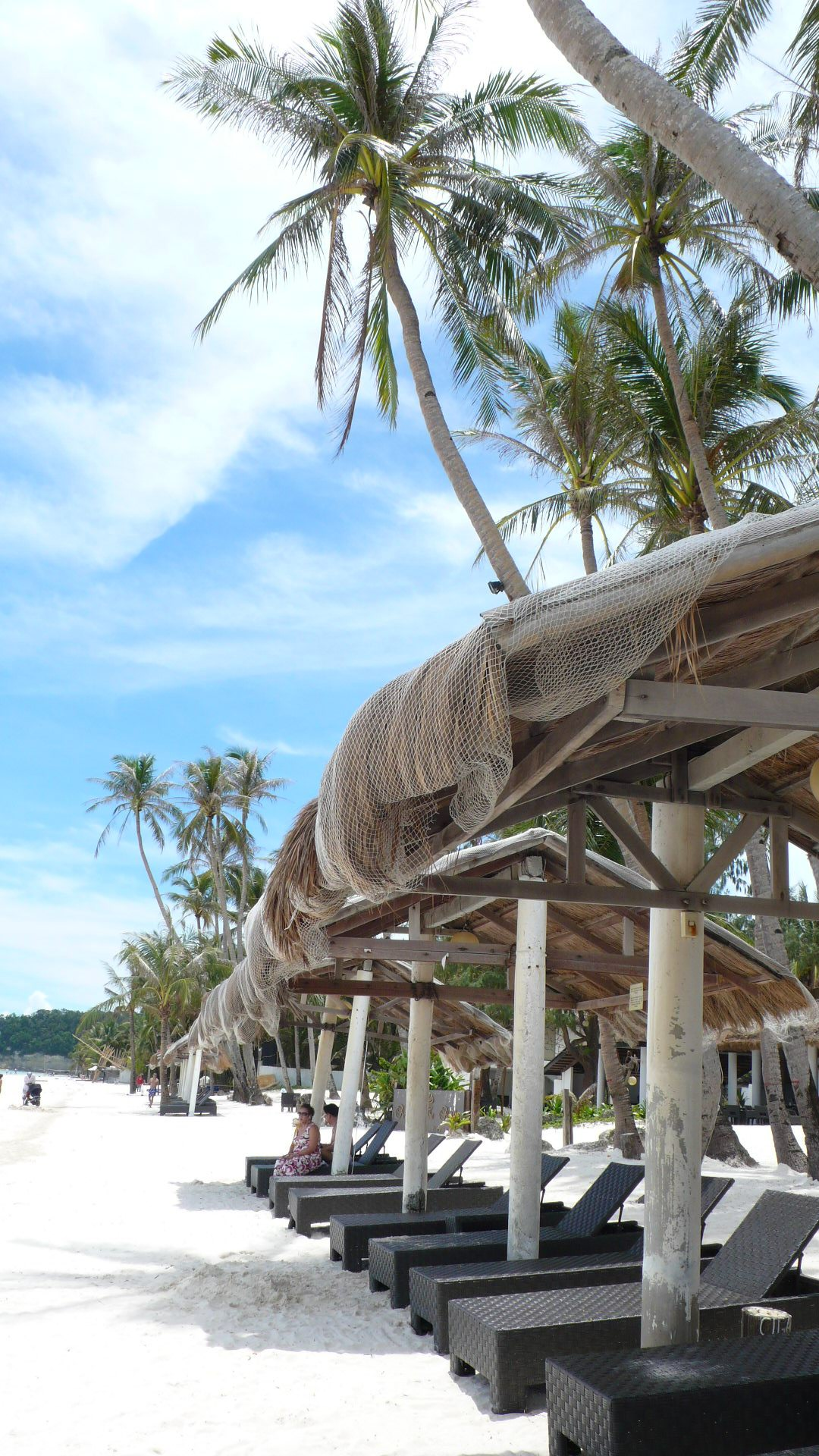
長灘島的白沙灘

- 《Lonely Planet》旅遊書評選為全世界最美麗的沙灘之一。
- 《英國BMW旅遊雜誌》評選為世界最美沙灘之一。
- 《asia-hotels‧com 》評選為亞洲最美沙灘。
- 《The British Publication TV Quick》評鑑為熱帶海灘第一名。

## 旅遊

### 海灘
- 星期五海灘（Friday Beach）：位於西北方。
- 貝殼沙灘（Puka Beach）：位於北方。

### 景點
- 威利岩（Willy's Rock，又名聖母岩礁）
- Luho山
- 桂冠私人島水晶洞

### 購物
- Talibaba菜市場
- 長灘購物中心
- D'市場（D'Market）
- D'購物中心（D'Mall）
- Boudge超市
- 長灘小超商（Boracay Mini Mart）
- D'Talipapa 海鮮市場（因發生火災，已永久關閉）

## 奖项及表彰
长滩岛在《康德纳斯旅行者》（CNT）年度读者选择的2021年最值得一游的岛屿评选中获得第八名。

## 圖片集

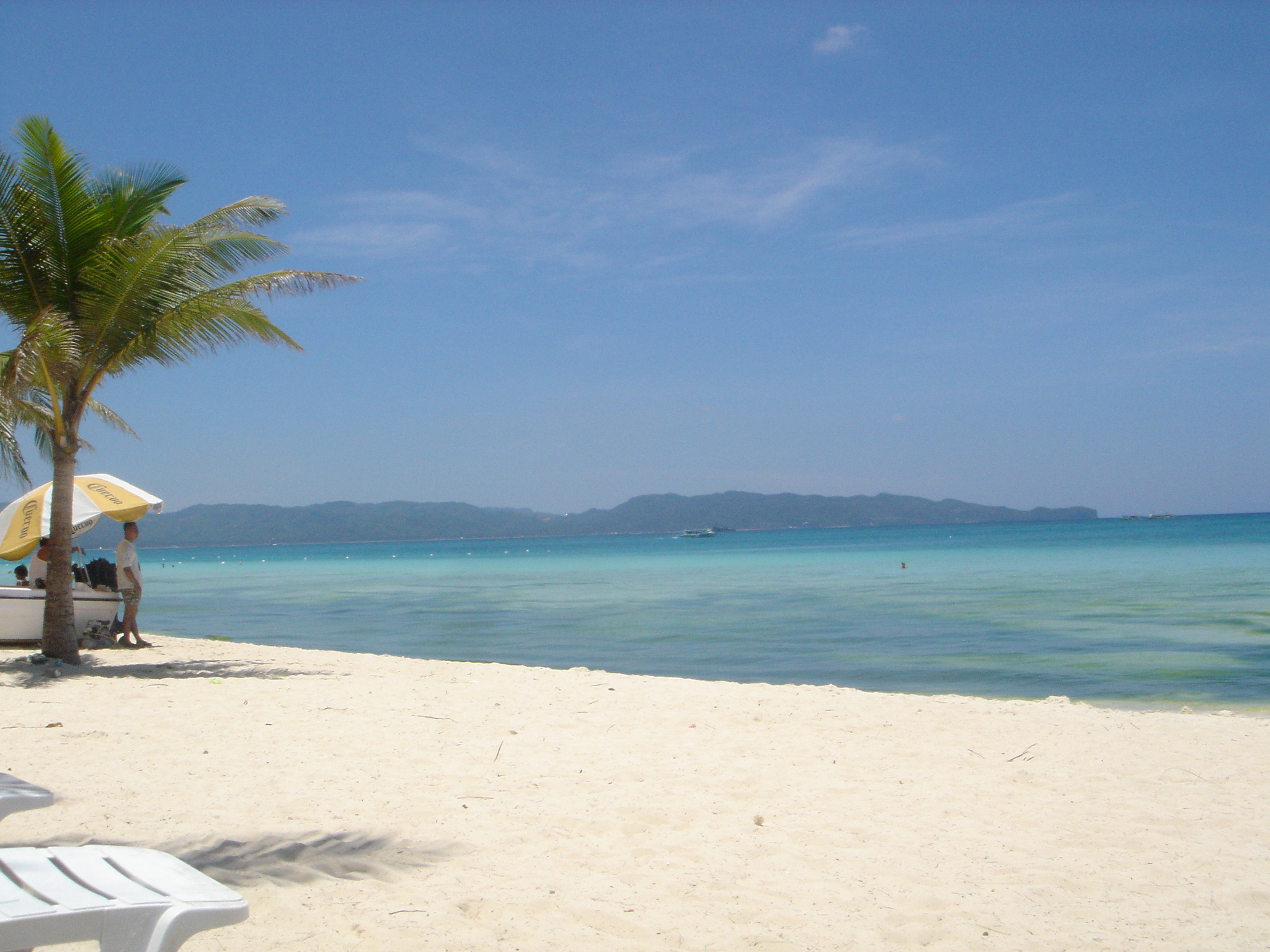
白色海灘
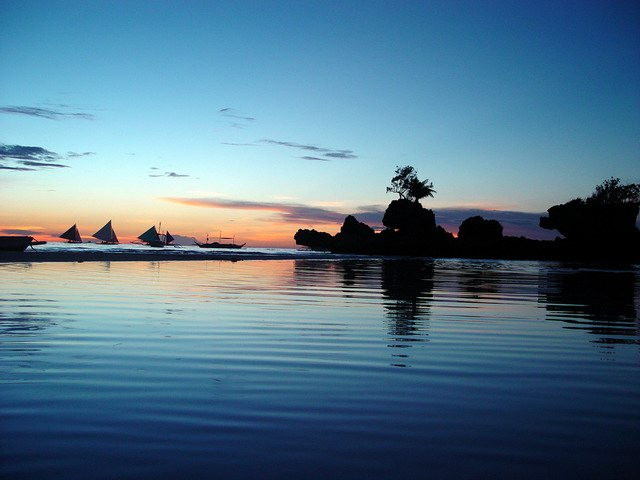
長灘島上的威利岩（Willy's Rock，又名聖母岩礁）
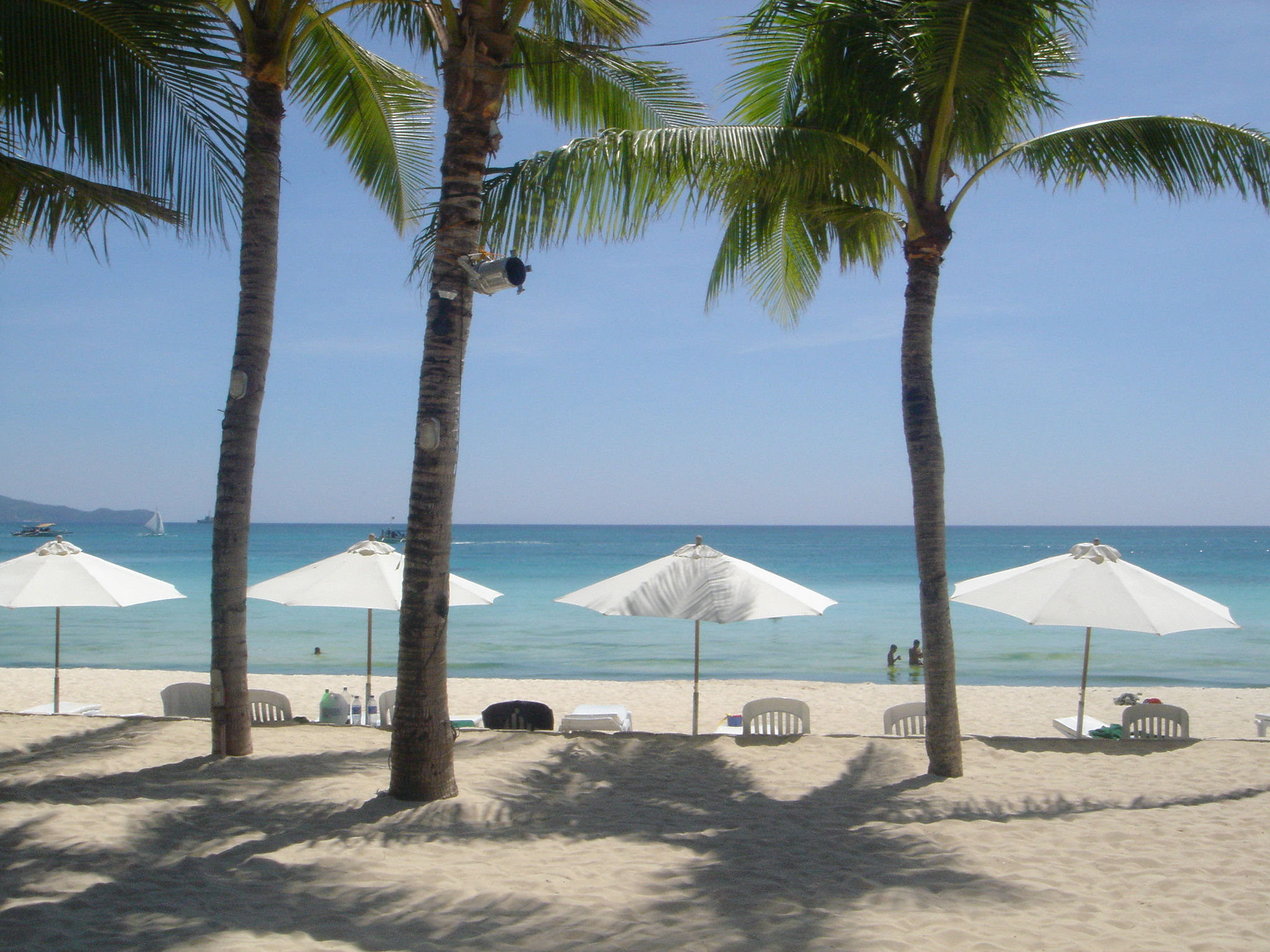
白色海灘的二號碼頭附近
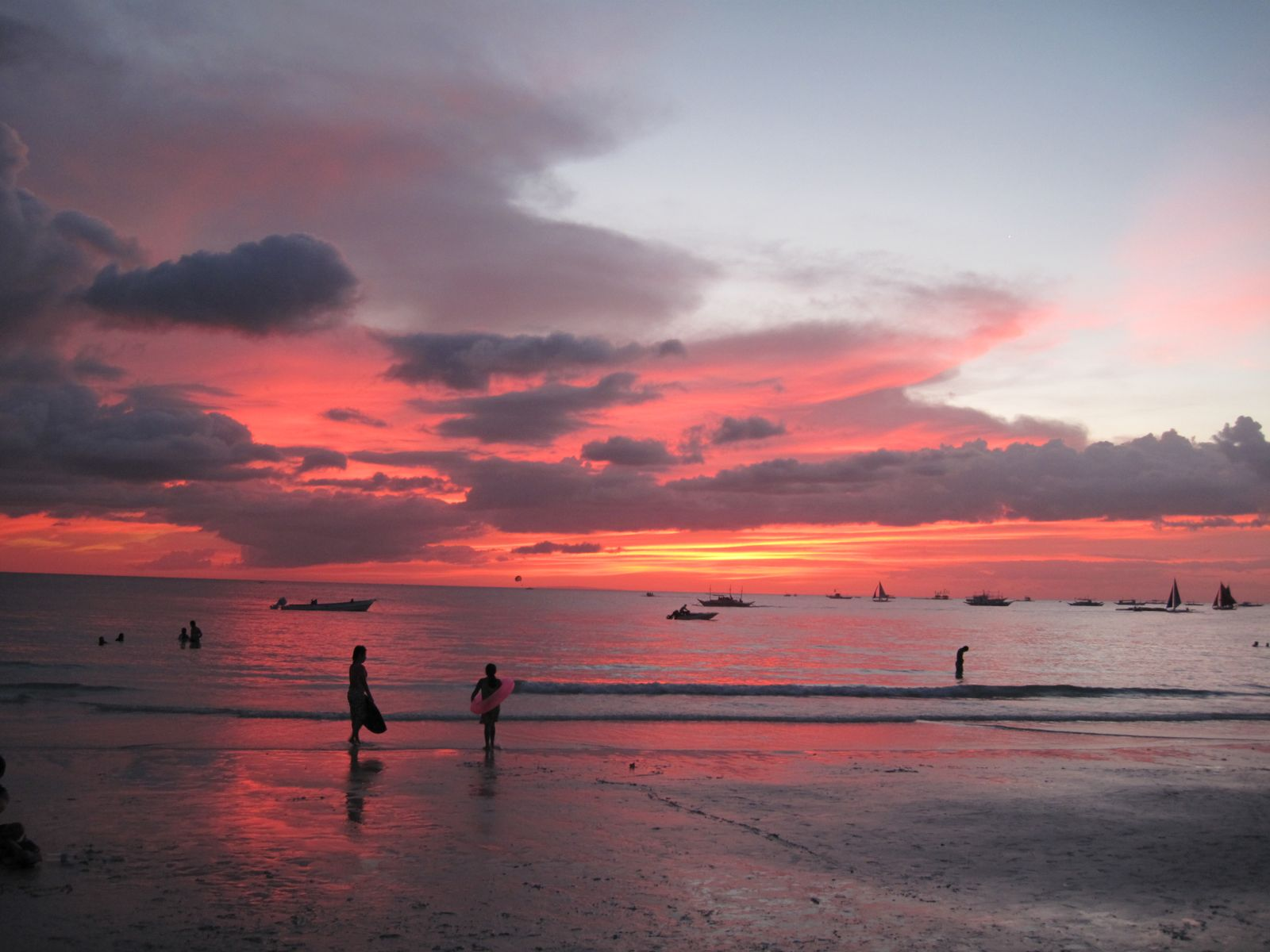
長灘島上的日落
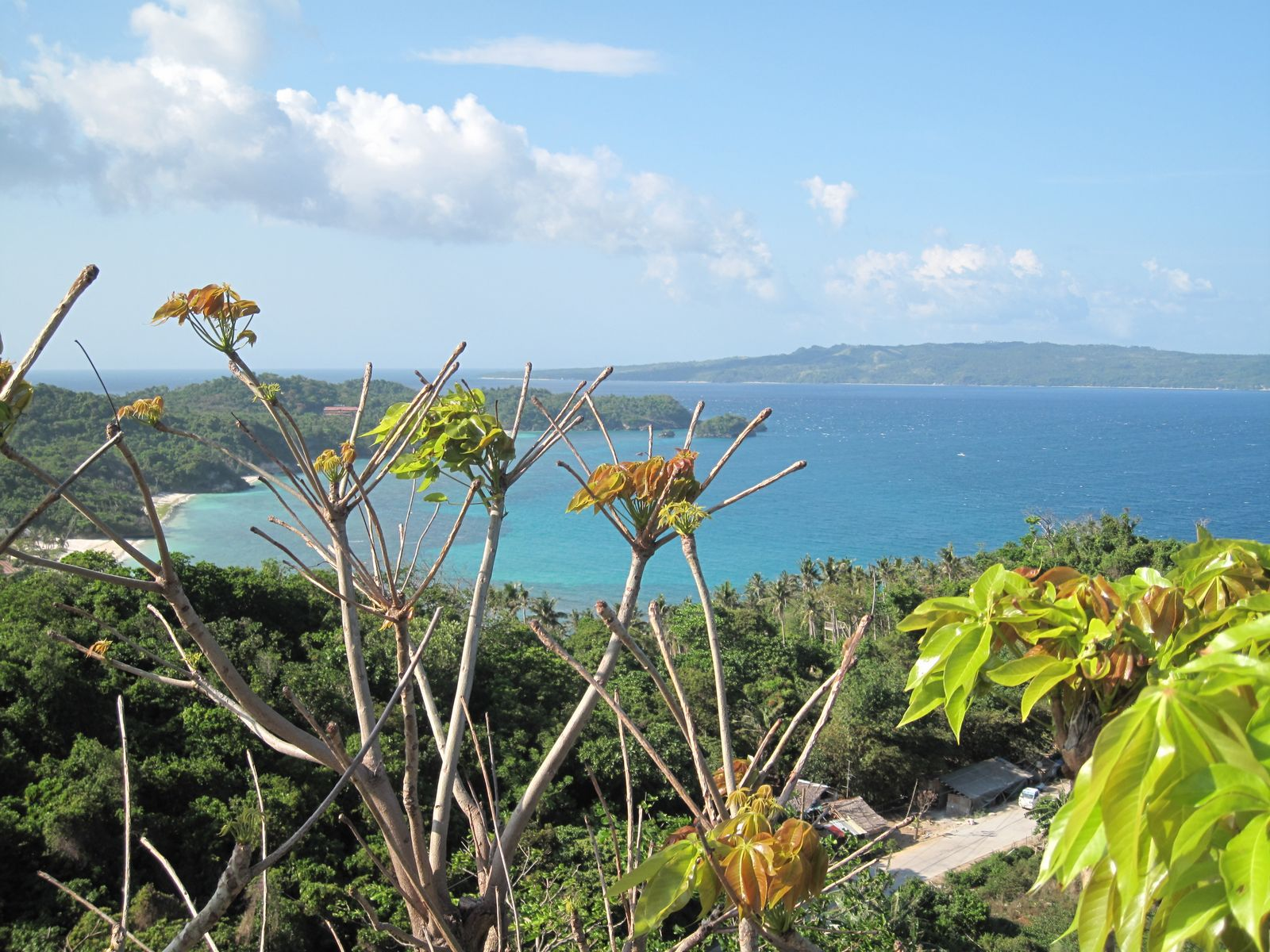
從長灘島上海拔最高的地方拍攝